# Aingurunuru
| Sangam-Literatur |
| --- |
| Ettuttogai („acht Anthologien“) |
| - Natrinai - Kurundogai - Aingurunuru - Paditruppattu - Paripadal - Kalittogai - Agananuru - Purananuru                                                                             |
| Pattuppattu („zehn Gesänge“) |
| - Tirumurugatruppadai - Porunaratruppadai - Sirupanatruppadai - Perumbanatruppadai - Mullaippattu - Maduraikkanchi - Nedunalvadai - Kurinchippattu - Pattinappalai - Malaipadukadam |

Das Aingurunuru (Tamil: ஐங்குறுநூறு Aiṅkuṟunūṟu [ˈai̯ŋɡurɯn̪uːrɯ] „fünf kurze Hunderter“) ist ein Werk der alttamilischen Sangam-Literatur. Es handelt sich um eine Anthologie von 500 kurzen Liebesgedichten. Innerhalb der Sangam-Literatur gehört es zur Gruppe der „acht Anthologien“ (Ettuttogai).

## Formale Aspekte
Von den zwei Genres der Sangam-Literatur (Liebes- und Heldendichtung) vertritt das Aingurunuru das Genre der Liebesdichtung (agam). Die 500 Gedichte des Aingurunuru sind, wie der Großteil des Sangam-Korpus, im Agaval-Metrum verfasst und haben eine Länge von drei bis sechs Zeilen. Zwei Gedichte (129 und 130) sind nicht erhalten. Dem Werk vorangestellt ist ein Einleitungsvers.
Das Aingurunuru ist in fünf Abschnitte von jeweils 100 Gedichten unterteilt. Die Unterteilung folgt dem alttamilischen Konzept der fünf tinais – Liebessituationen, die jeweils mit einem bestimmten Landschaftstyp assoziiert werden. Der erste Abschnitt spielt im Ackerland (marudam), der zweite an der Küste (neydal), der dritte in der Berglandschaft (kurinchi), der vierte in der Wüste (palai) und der fünfte im Weideland (mullai). Jeder der fünf Abschnitte wird jeweils einem einzelnen Dichter zugeschrieben, namentlich Orambogiyar (Ackerland), Ammuvanar (Küste), Kabilar (Berge), Odalandaiyar (Wüste) und Peyanar (Weideland). Die fünf Abschnitte teilen sich in jeweils zehn Dekaden, Gruppen von zehn zusammengehörigen Gedichten.

## Datierung
Die Gedichte des Aingurunuru dürften etwas jüngeren Datums sein als die Gedichte der anderen Liebes-Anthologien Kurundogai, Natrinai, und Agananuru, welche zur ältesten Schicht der Sangam-Literatur gehören. Ein Hinweis darauf ist die Tatsache, dass die Gedichte des Aingurunuru nicht als Einzelgedichte, sondern als Dekaden verfasst worden sind. Die absolute Chronologie der Texte ist nicht sicher, doch wird für die Gedichte des Aingurunuru ein Entstehungszeitraum im 4. Jahrhundert n. Chr. vorgeschlagen. Einige Jahrhunderte nach ihrer Entstehung wurden die ursprünglich mündlich überlieferten Einzelgedichte zu einer Anthologie zusammengefasst.